# Paseky nad Jizerou
Paseky nad Jizerou é uma comuna checa localizada na região de Liberec, distrito de Semily.